# Hydrovatus collega
Hydrovatus collega är en skalbaggsart som beskrevs av Guignot 1955. Hydrovatus collega ingår i släktet Hydrovatus och familjen dykare. Inga underarter finns listade i Catalogue of Life.